# Andika (Verwaltungsbezirk)
Andika (persisch اندیکا, DMG Andikā) ist ein Verwaltungsbezirk (Schahrestan) in der Provinz Chuzestan im Südwesten Irans. Im Jahr 2006 hatte Andika hochgerechnet 49.430 Einwohner.